# Apurimacia lonchocarpoides
Apurimacia lonchocarpoides är en ärtväxtart som beskrevs av Hermann August Theodor Harms. Apurimacia lonchocarpoides ingår i släktet Apurimacia och familjen ärtväxter. Inga underarter finns listade i Catalogue of Life.